# Sheila Burnford
Sheila Philip Cochrane Burnford (de soltera Every; Edinburgh, 11 de mayo de 1916-Hampshire, 20 de abril de 1984) fue una escritora escocesa. Es conocida principalmente por su novela El viaje increíble, sobre dos perros y un gato que atraviesan la naturaleza canadiense.

## Vida y obra
Burnford nació en Edimburgo, Escocia, y vivió en Ayrshire durante su adolescencia. Asistió a la Escuela St. George de Edimburgo y al Harrogate Ladies' College. También estudió en escuelas en Francia y Alemania. En 1941 se casó con el Dr. David Burnford, con quien tuvo tres hijos. Durante la Segunda Guerra Mundial, trabajó como conductora voluntaria de ambulancias. En 1951 emigró a Canadá y se estableció en Port Arthur, en la provincia de Ontario.
Burnford es recordada por su obra El viaje increíble, publicada por Hodder & Stoughton con ilustraciones de Carl Burger en 1960. La historia de tres mascotas que recorren la naturaleza ganó el premio al Libro del Año para Niños de la Asociación Canadiense de Bibliotecas en 1963 y el premio Aurianne de la American Library Association ese mismo año, como mejor libro sobre la vida animal dirigido a niños de entre 8 y 14 años. Aunque está dirigida al público infantil, Burnford declaró que no fue concebida originalmente como un libro para niños. Tuvo un éxito comercial moderado y se convirtió en superventas tras el estreno de la película de Walt Disney El viaje increíble en 1963 (que fue adaptada nuevamente en 1993 como De vuelta a casa: un viaje increíble). Otro libro, Bel Ria, sobre la supervivencia de un perro durante la guerra, se basó en sus propias experiencias como conductora de ambulancia.
Posteriormente, Burnford escribió otros libros sobre temas canadienses, incluyendo One Woman's Arctic (1973), sobre sus dos veranos en Pond Inlet, Nunavut, en la isla de Baffin, junto a Susan Ross. Viajó en komatik, un trineo tradicional inuit tirado por perros, participó en excavaciones arqueológicas descongelando el terreno centímetro a centímetro, comió todo lo que le ofrecieron y fue testigo de la migración de los narvales.
Burnford falleció de cáncer en el pueblo de Buckler's Hard, en Hampshire, a los 67 años.

## Obras
- The Incredible Journey, ilustrado por Carl Burger (Toronto y Londres: Hodder & Stoughton; Boston: Little, Brown, 1961); también publicado como Homeward Bound: The Incredible Journey o Homeward Bound
- The Fields of Noon (1964)
- Without Reserve: Among the Northern Forest Indians (1969), ilustrado por Susan Ross
- One Woman's Arctic (Hodder & Stoughton, 1972)
- Mr. Noah and the Second Flood, ilustrado por Michael Foreman (1973)
- Bel Ria (1977); también publicado como Bel Ria: Dog of War